# Anaides onofrii
Anaides onofrii är en skalbaggsart som beskrevs av Federico Ocampo 2006. Anaides onofrii ingår i släktet Anaides och familjen Hybosoridae. Inga underarter finns listade i Catalogue of Life.